# Перевал

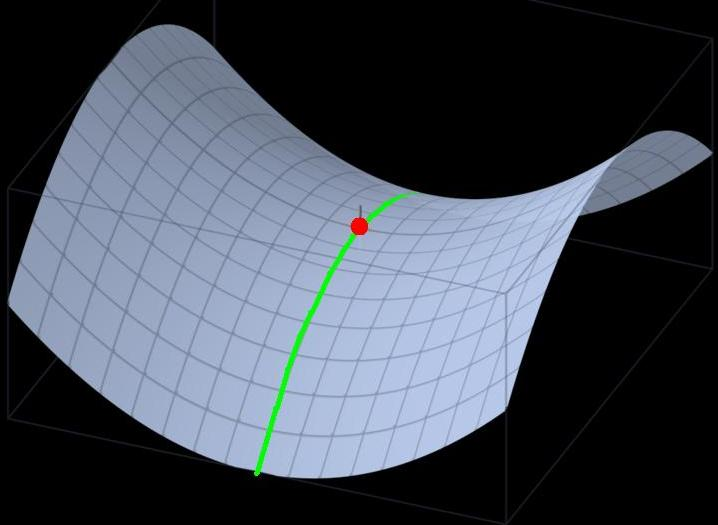
Перевал соответствует зелёной линии на этой модели, красная точка на её пересечении с водоразделом -седловина.

Перева́л — пониженный участок в гребне горного хребта или массива. 
Перевалы служат путями наиболее лёгкого и удобного перехода из одной горной долины в другую. Наиболее широкие, глубоко опущенные перевалы, имеющие часто важное транспортное значение, называются го́рными прохо́дами.
По происхождению различают: эрозионные перевалы, возникающие вследствие сближения верховьев речных долин, расположенных на противоположных склонах; тектонические перевалы (местные погружения антиклинальной складки); ледниковые перевалы, образуемые соединением и последующим разрушением стенок противолежащих каров или цирков.
По доступности для прохождения в различное время года различают перевалы круглогодичного и сезонного действия.
Через перевалы часто проходят пешеходные и вьючные тропы, автомобильные, реже железные и другие дороги. Верхняя часть перевала зачастую единственное ровное место в окру́ге, поэтому на многих перевалах издревле располагались постройки или даже небольшие населённые пункты. С военной точки зрения перевалы могут быть стратегически важными объектами.

## Перевал в российском спортивном туризме
В спортивном туризме перевалом называется логичное для данного маршрута место перехода через водораздельную линию хребта. Таким образом, в спортивном туризме перевал — это далеко не всегда самое низкое и доступное место в гребне горного хребта или массива.
Многие спортивные перевалы проходят не через самое низкое место в данной части гребня просто потому, что рядом (выше по гребню) — более простой и безопасный путь, например, в обход трудных скал и камнепадоопасных участков маршрута.

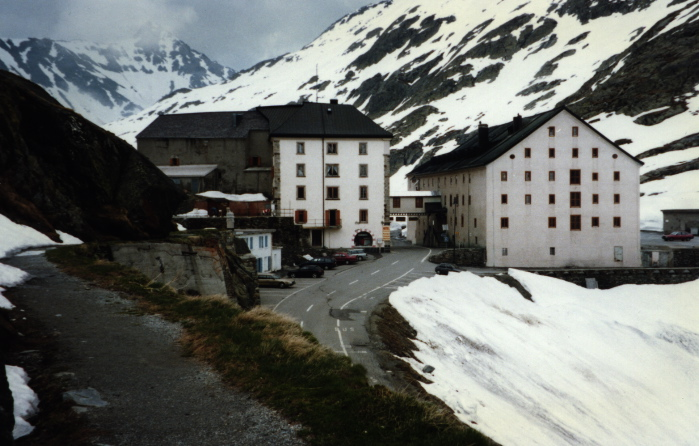
Перевал Большой Сен-Бернар в Альпах (на первом плане — древняя дорога через горы), июнь

Известно множество спортивных перевалов, которые с точки зрения обывателя смотрятся как безумство: рядом простая удобная тропа через хребет, а туристы лезут на «отвесные скалы». Такие перевалы проходятся с целью повышения спортивного мастерства и подготовки к более сложным походам без выезда за пределы легкодоступных горных районов. Большое количество таких перевалов в последние годы пройдено на Кольском полуострове, Урале.
В качестве перевалов туристы-спортсмены могут использовать классические, веками известные горные проходы с хорошими тропами; древние ледниковые седловины; тектонические трещины в горных массивах; понижения между скальными бастионами и «жандармами» горных гребней; платообразные части горных цепей; перемётные ледники и другие формы горного рельефа. Разновидностью спортивного перевала является траверс хребта, когда после подъёма на его гребень осуществляется переход по водораздельной линии и спуск в соседнюю долину. Два и более перевала, между которыми нет сравнительно сложных для прохождения участков, а также подъём на водораздельный гребень (или на какой-либо из перевалов), путь вдоль гребня до следующего перевала и спуск с него называется перевальной связкой. Такая связка рассматривается как один перевал.

### Классификация перевалов
В спортивном туризме перевалы классифицируются по категориям трудности (к.тр.), которые отражают сложность перевала (или перевальной связки) для прохождения его туристами. Категория трудности определяется методом экспертной оценки по совокупности классификационных признаков, характеризующих степень доступности перевала: высота над уровнем моря; крутизна склонов и характер их поверхности; технические приёмы, применяемые при прохождении перевала; условия ночлегов и т. д. Принято выделять 3 категории трудности, каждая из которых делится на полукатегории А и Б. Перевалы 1А категории трудности считаются самыми простыми, 3Б категории трудности — самыми сложными. Перевалы, сложность которых ниже 1А, принято классифицировать как некатегорийные (н/к). Перевалы, сложность которых может возрастать на полукатегорию в зависимости от погодных и других условий (снегопад, внезапное обледенение склонов и проч.), принято дополнительно классифицировать «звёздочкой» (например, 2А*).
В «Перечне классифицированных перевалов высокогорья» и «Перечне классифицированных перевалов среднегорья» для каждого перевала указываются его местоположение, название, высота над уровнем моря, категория трудности для разных времён года, реки и ледники по обеим сторонам перевала, особенности прохождения, препятствия, опасности. Категория трудности для каждого перевала периодически переоценивается специально создаваемой комиссией Туристского спортивного союза России (ТССР) и утверждается на съезде ТССР. Последний официально утверждённый Перечень перевалов вышел в 1986 году. В настоящее время ведётся работа над новыми Перечнями перевалов.

### Перевальная топонимика
По сложившейся в географии многовековой традиции имена новым объектам местности, как правило, дают их первопроходцы. Считается, что люди, впервые прошедшие перевал из долины в долину, или поднявшиеся на перевальный гребень, имеют право предложить имя для нового перевала. В соответствии с Федеральным законом РФ от 18.12.1997 № 152-ФЗ «О наименованиях географических объектов» для официального признания такого имени требуется его утверждение в законодательных органах соответствующей территории. Учитывая, что большинство спортивных перевалов никого, кроме туристов, не интересует, имена подавляющего большинства спортивных перевалов существуют неофициально. Их закрепляют в традиционных «перевальных записках», оставляемых в турах (каменных пирамидах) на перевалах. Имена перевалов фиксируют в туристских отчётах и на туристских картах, передают от группы к группе при подготовке к походам. Очень часто такая схема именования перевалов приводит к утере имени, данного первопроходцами. Известно немало случаев возникновения нескольких имён у одного и того же перевала или появления на туристских картах перевалов с одним и тем же именем, даже если они расположены в одном горном районе. Всё это создаёт значительную путаницу и даже может привести к несчастным случаям при прохождении маршрутов. На основе ФЗ РФ от 18.12.1997 № 152-ФЗ «О наименованиях географических объектов» ТССР выработал рекомендации, в соответствии с которыми необходимо давать новым перевалам имена, связанные с топонимикой района или с особенностями перевала, которые могут помочь при его прохождении. При именовании перевалов полезно максимально использовать традиции местной топонимики, особенности национального языка по месту расположения перевала и проч.
Корректными с этой точки зрения названиями следует считать имена:
- отражающие наиболее характерные признаки перевала или местности, в которой он расположен (характер склонов, особенности очертаний гребня и проч.);
- отражающие особенности жизни и деятельности населения соответствующей территории;
- данные перевалу по имени долин, которые он замыкает (соединяет);
- данные перевалу по имени ближайших вершин-ориентиров;
- прочее.

Перевалам могут присваиваться имена лиц, непосредственно принимавших участие в их открытии, первопрохождении, изучении. Имена выдающихся государственных и общественных деятелей, представителей науки и культуры и других имеющих заслуги перед государством лиц посмертно могут присваиваться безымянным перевалам. Имена перевалов должны состоять не более, чем из трёх слов и должны естественно вписываться в уже существующую систему наименований географических объектов данной территории.
Следует воздерживаться от присвоения перевалам имён:
- малоизвестных или ныне здравствующих людей;
- событий, не связанных с районом расположения перевала;
- имён уже существующих перевалов, в том числе из других горных районов;
- названий организаций и малопонятных аббревиатур;
- и так далее.

### Фотографии перевалов Западного Кавказа

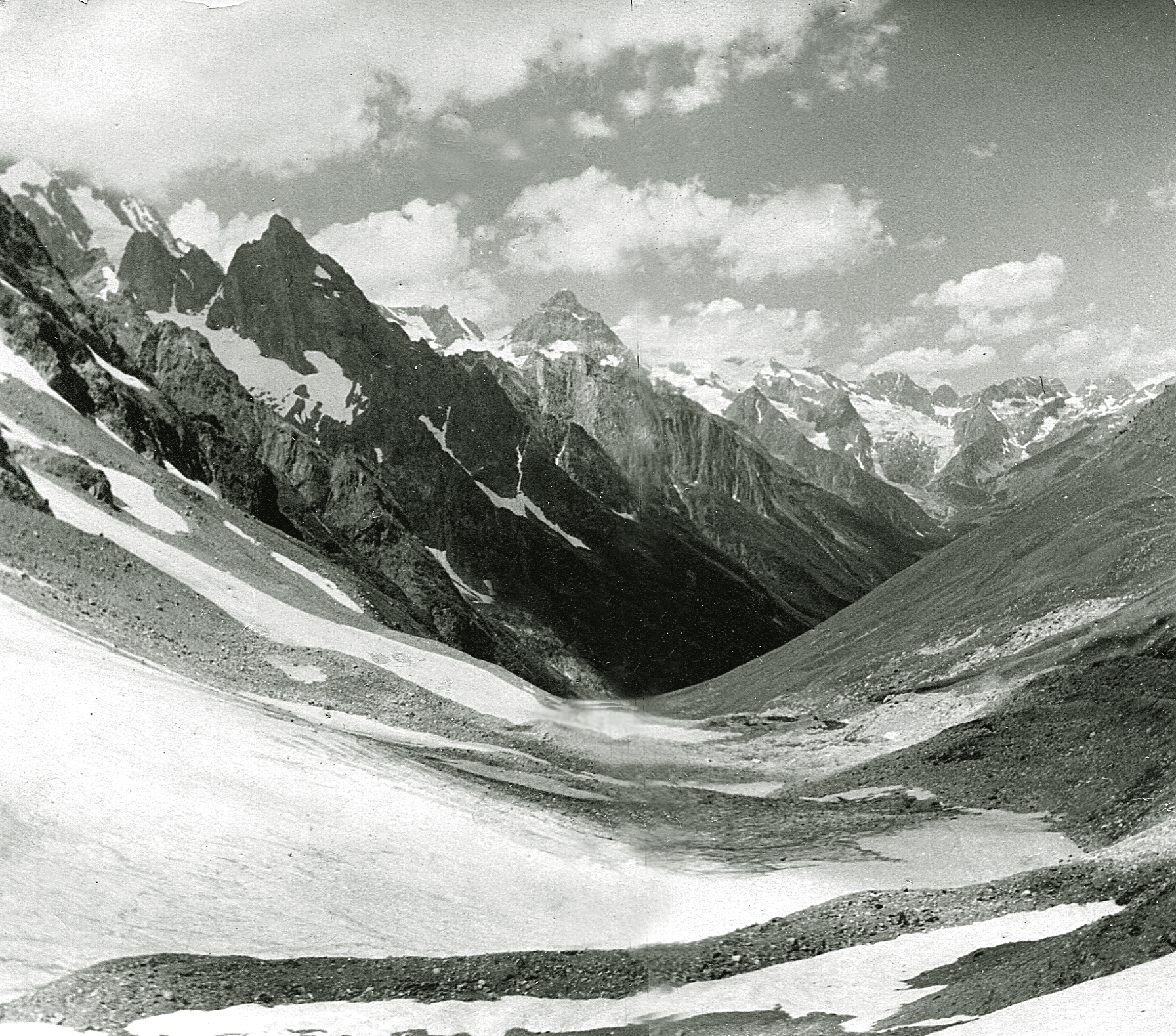
Вид с Чучхурского перевала на северо-запад. Видны вершины: пик Инэ, Беллала-Кая и Сулахат (на заднем плане.
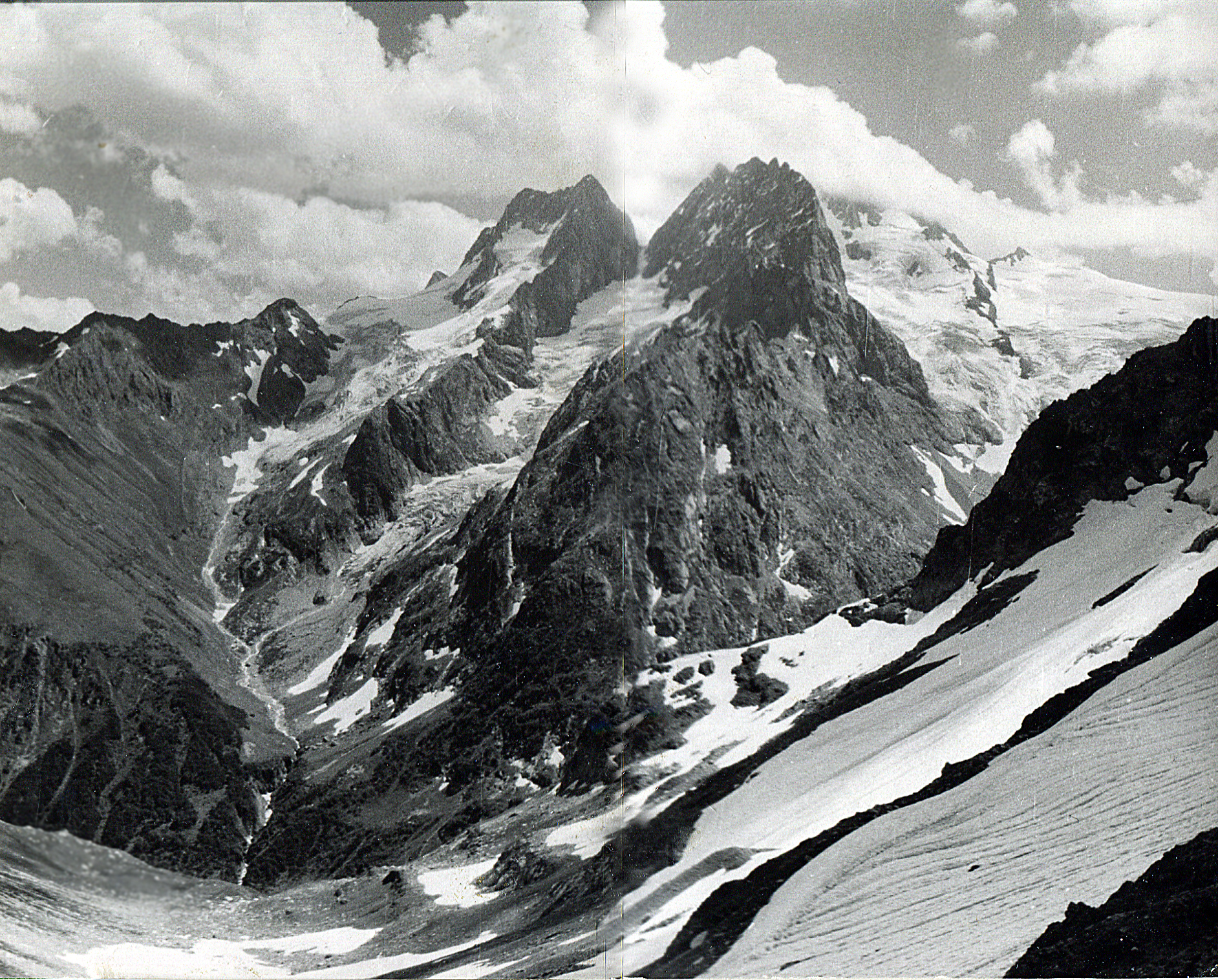
Вид с Чучхурского перевала на. юго-восток. На переднем плане вершина Бу-Ульген
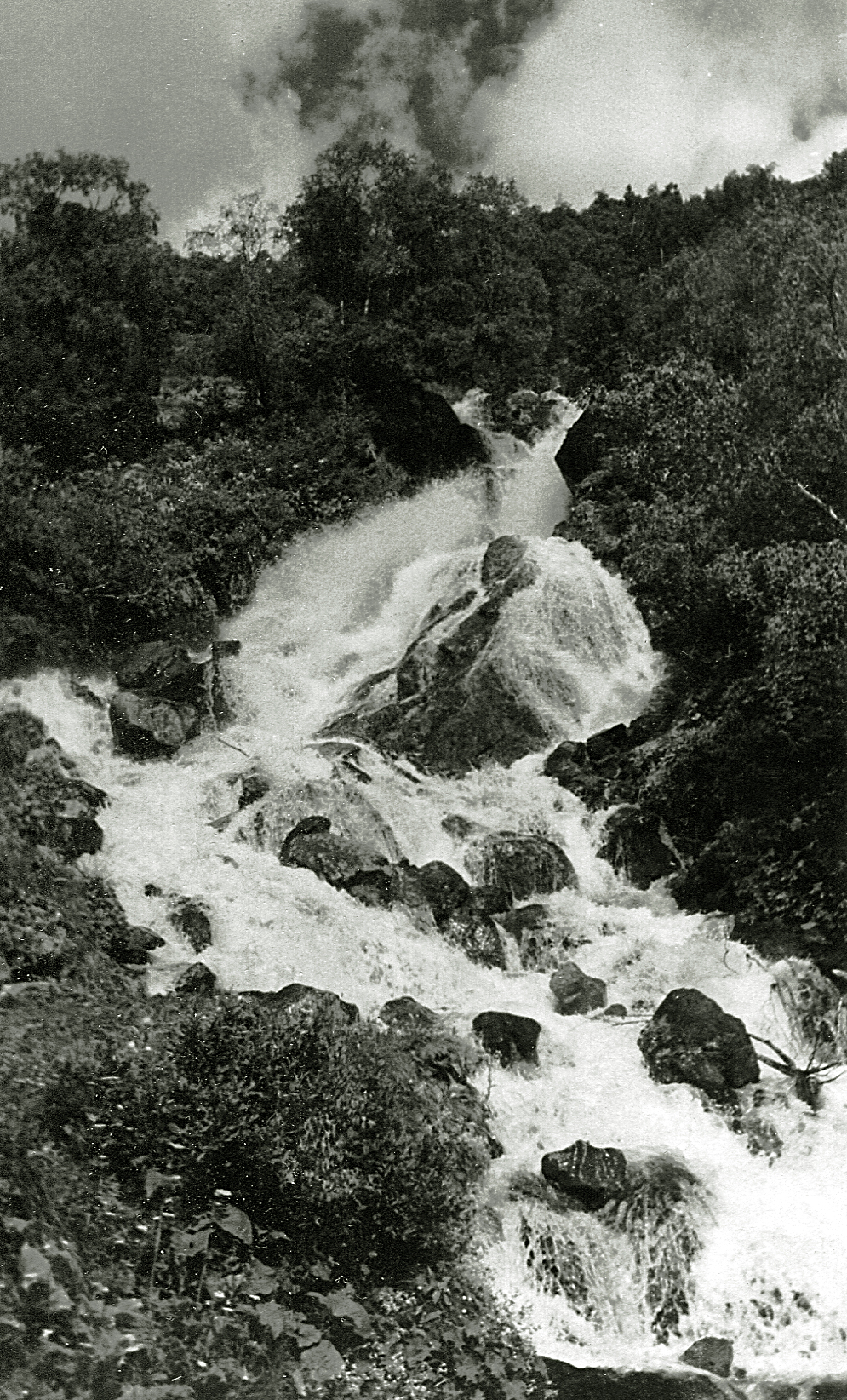
Чучхурский водопад под одноимённым перевалом
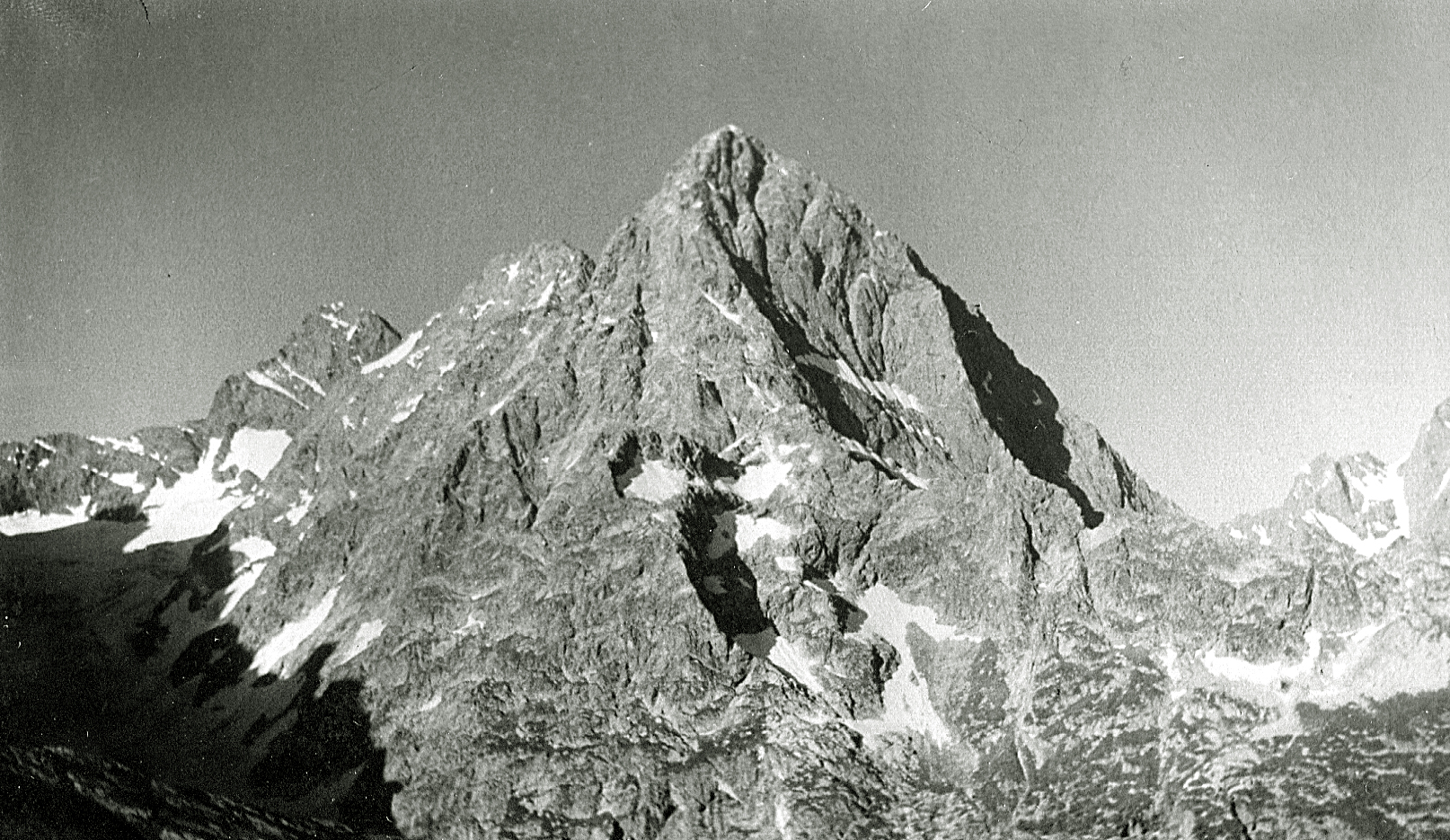
Вид с Клухорского перевала на гору Чотча.
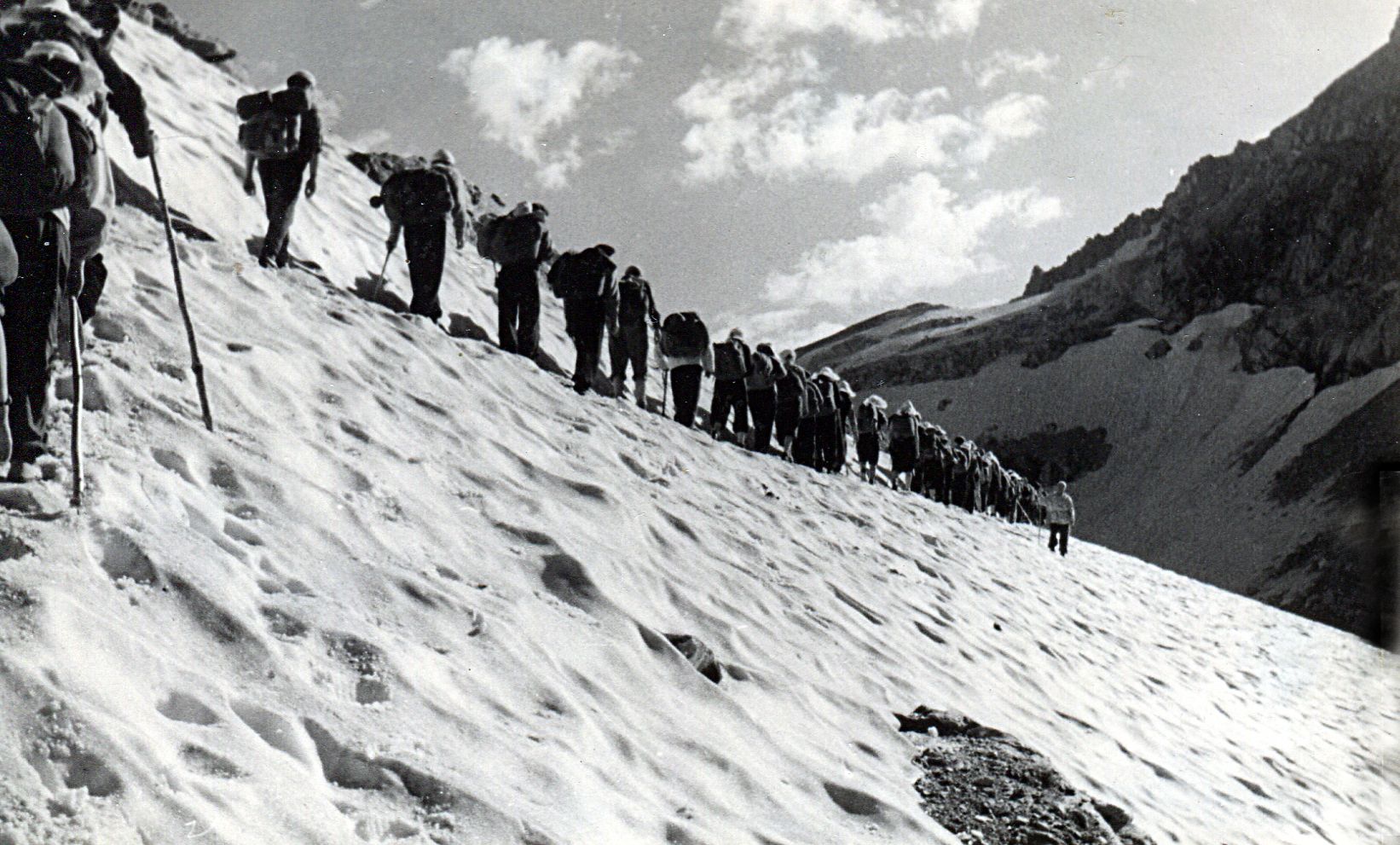
Клухорский перевал.
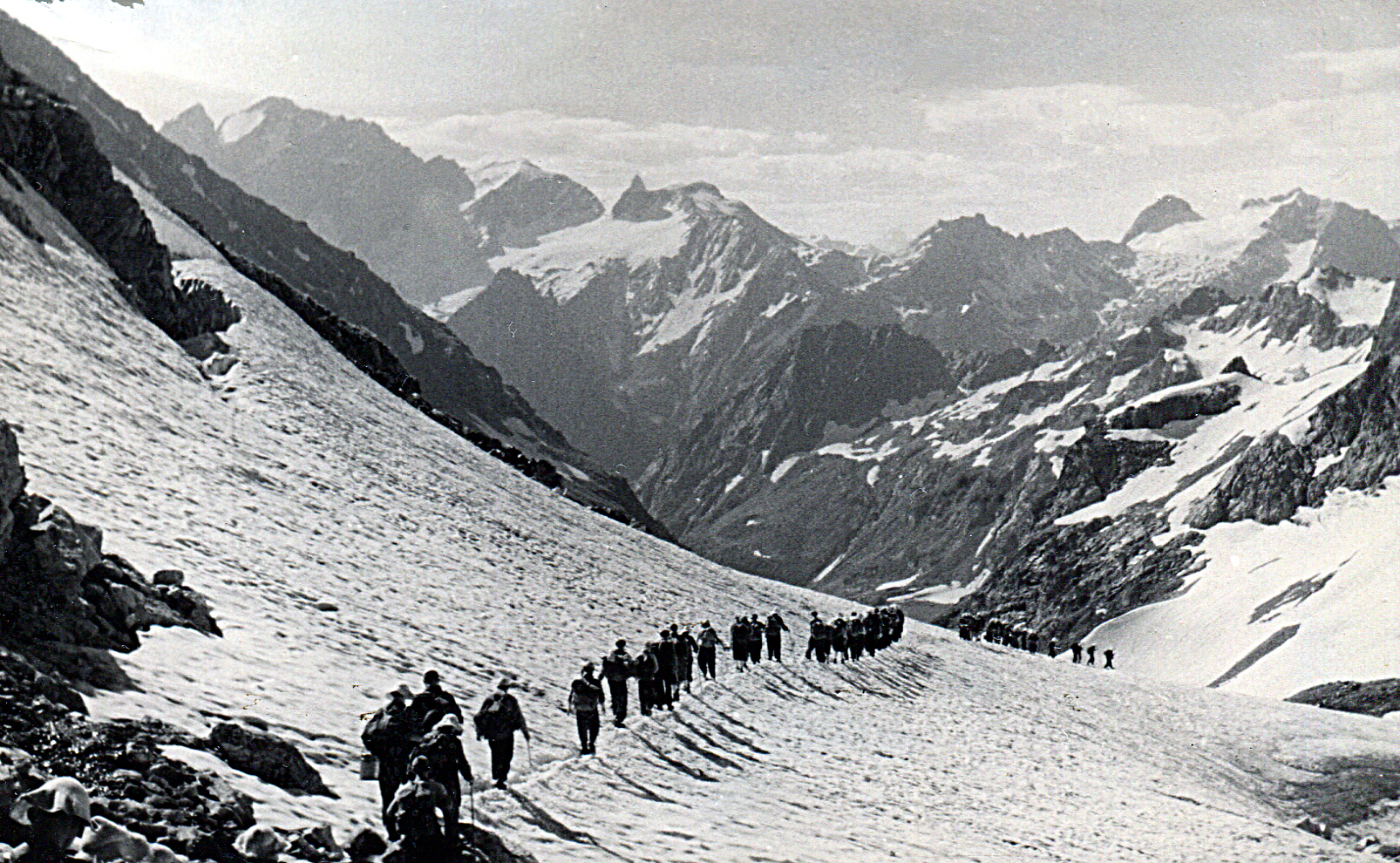
Спуск с Клухорского перевала.

## Дорожные перевалы
При строительстве как автомобильных, так и железных дорог, при пересечении горных гряд они проходят через перевалы, если объём перевозок сравнительно небольшой, а строительство тоннелей экономически нецелесообразно.
Самыми высокогорными перевалами для автомобильных дорог, не проходящих под перевалами в тоннелях, являются:
в мире:
- Кхардунг-Ла, h = 5359 м (Индия) — через Ладакх, Индия. Находится севернее Леха и дороги через Шайок и Нубру. Построен в 1976, открыт для автомобилей с 1988.
- Суге Ла, h = 5430 м (Китай) — через[что?], западнее Лхасы.
- Семо Ла, h = 5565 м (Китай) — через[что?], между городками Рака и Кокен в центральном Тибете.
- Нангпа-Ла, h = 5716 м (Непал) — между Непалом и Китаем в нескольких километрах западнее горы Чо-Ойю и в 30 километрах к северо-западу от горы Эверест.
- Марсимик-Ла, h = 5582 м (Индия) — через хребет Чанг-Чемно в северной Индии в примерно 100 км восточнее Леха. Находится в 42 км северо-западнее оконечности озера Пангонг Цо, является кратчайшим путём к спорному (между Китаем и Индией) Конгка Ла в 42 км далее к северо-востоку на китайско-индийской линии фактического контроля. В настоящее время для автомобильного движения не используется.

в Европе:
- Стельвио, h = 2757 м (Италия) — в Восточных Альпах между Ломбардией и Трентино — Альто-Адидже на дороге SS 38 в 12,0 км к северо-востоку от Бормио, что в долине Вальтеллина в регионе Ломбардия. Построена в 1820 году при Австрийской империи, чтобы соединить Ломбардию с основной частью Австрии.

в бывшем СССР:
- Акбайтал (Ак-байтал), автомобильный, h = 4655 м (Таджикистан, Горно-Бадахшанская АО) — на Памирском тракте у хребтов Сарыкольский и Музкол (между городом Мургаб и оз. Каракуль).
- Крестовый перевал, h = 2379 м (Грузия) — через Главный Кавказский хребет на Военно-Грузинской дороге.

в России:
- Семинский перевал, h = 1717 м (Алтай) — через Алтай, на границе Северного и Центрального Алтая, по нему проходит Чуйский тракт.
- Маринский перевал (Гумбаши), h = 2187 м (Кавказ), дорога Кисловодск — Карачаевск.